# Here We Stand
Here We Stand – drugi album pochodzącej ze Szkocji grupy The Fratellis. Album nagrywany w latach 2007 i 2008.

## Lista utworów
1. "My Friend John" – 3:01
2. "A Heady Tale" – 4:59
3. "Shameless" – 4:01
4. "Look Out Sunshine!" – 3:57
5. "Stragglers Moon" – 4:37
6. "Mistress Mabel" – 4:23
7. "Jesus Stole My Baby" – 4:24
8. "Baby Doll" – 4:47
9. "Tell Me a Lie" – 4:01
10. "Acid Jazz Singer" – 4:22
11. "Lupe Brown" – 5:27
12. "Milk and Money" – 4:46